# Landeskrone

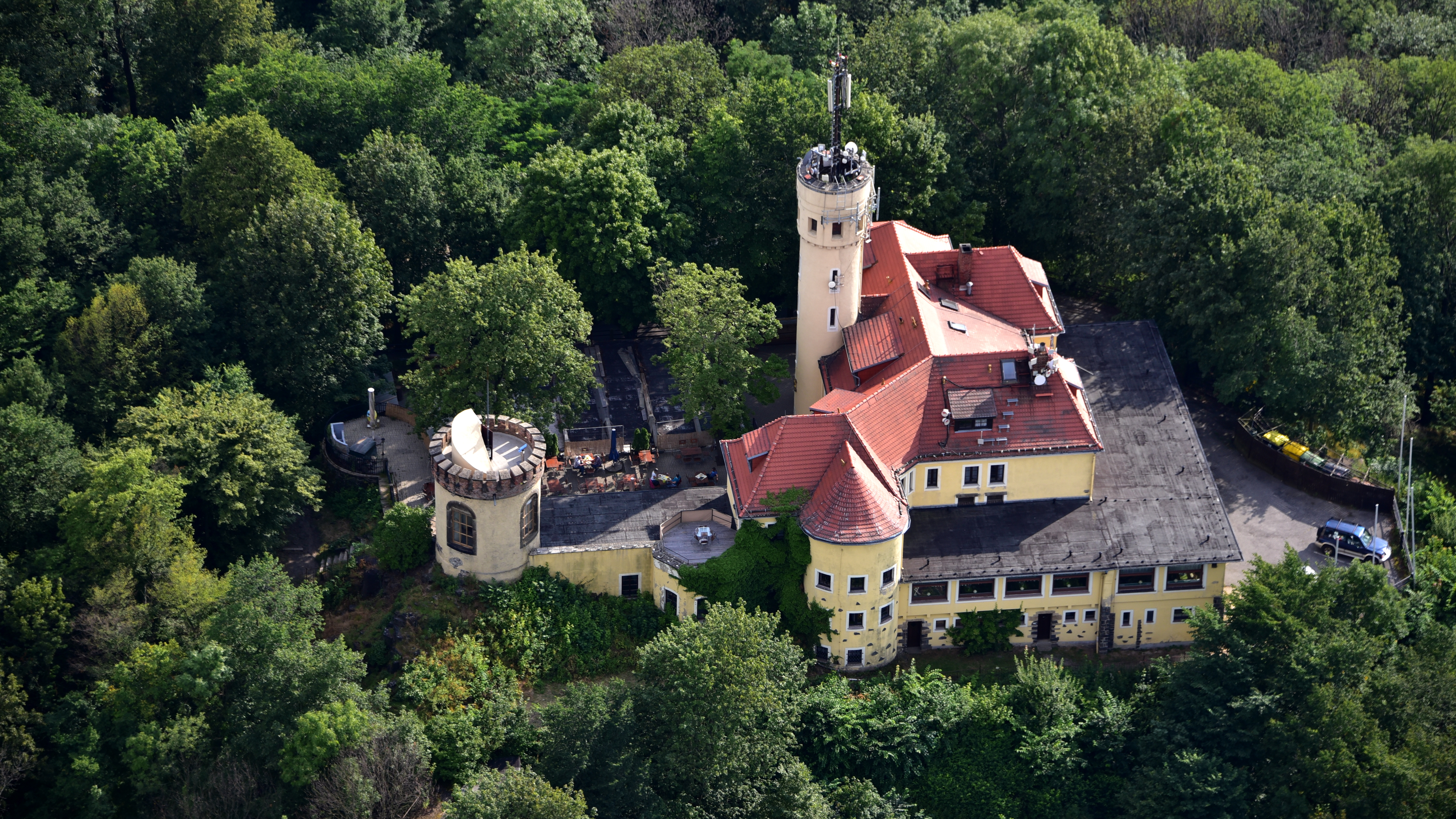
Luftbild der Landeskrone (2019). Die hochmittelalterliche Burg auf der Landeskrone wurde im 15. Jahrhundert abgebrochen. Der älteste Bestandteil der heutigen Bebauung ist ein Aussichtsturm aus dem Jahr 1796

Die Landeskrone (sorbisch Sedło) ist der Hausberg der Stadt Görlitz in der östlichen Oberlausitz. Mit einer Höhe von 420 m ü. NHN liegt sie südwestlich des Stadtzentrums und ist Ausflugsziel mit Blick auf Görlitz und die nähere Umgebung sowie auf das Iser- und Riesengebirge.

## Geologie
Die Landeskrone ist entstanden als einzeln liegender (solitärer) Vulkan im Randbereich des Lausitzer Vulkanfelds, das mit der Einsenkung des Egergrabens im Zusammenhang steht. Nach einer Altersbestimmung auf Basis einer Kalium-Argon-Datierung ist das Gestein vor 34 plus/minus 2 Millionen Jahren entstanden. Damit gehört der Vulkan zu den ältesten im Lausitzer Vulkanfeld, das überwiegend vulkanische Aktivität vor 30 bis 24 Millionen Jahren aufwies. Der Vulkan liegt innerhalb des Lausitzer Granitmassivs und damit in einer geologischen Zone, die seit der jüngeren Kreidezeit durch Hebungsvorgänge geprägt ist. Die Bergkuppe der Landeskrone besteht aus dichtem basaltischem Gestein (einem alkalischen Olivin-Nephelinit), welches eine etwa 10 Meter mächtige Schicht von Tuffstein überlagert. In einem kleinen Steinbruch am Fuß der Kuppe wurde Pyroklastische Brekzie (Schlacke) nachgewiesen, die vor allem aus Bomben und Lapilli besteht. Dies wird als Erosionsrest eines Schlackenkegels interpretiert. Der Basaltkegel selbst wird interpretiert als Rest eines erstarrten Lavasees in einem Vulkankrater. Die Orientierung der Basaltsäulen zeigt, dass diese an der aus Schlacke bestehenden Kraterwand erkaltete. Die Untersucher gehen davon aus, dass der Basaltpfropf noch nahezu seine ursprüngliche Höhe besitzt und nicht durch Erosion abgetragen wurde. Hingegen ist die Schlacke, die das umgebende Vulkangebäude selbst aufbaute, bis auf die durch den Basalt geschützten Reste von der Erosion wieder abgetragen worden. Rekonstruiert wird ein ehemaliger Schlackenkegel mit an der Basis mindestens 1180 m Durchmesser, mit einem Kraterdurchmesser von etwa 160 m. Zu einem Ausfluss von Basaltlava ist es nicht gekommen. Rekonstruiert wird eine erosive Abtragung der gesamten Region in der Größenordnung von 90 Metern seit dem Vulkanausbruch. Die Dimensionen des Kraters lassen auf eine frühe Ausbruchsphase als phreatomagmatische Explosion, möglicherweise mit Bildung eines Maars, schließen, von dem und dessen Auswurfmassen sich aber keine Spur erhalten hätte. Später hätte sich der Krater mit einem Lavasee gefüllt. Der Landeskrone-Vulkan war demnach ein in einer einzigen Ausbruchsphase entstandener Vulkan vom Typus eines Schlackenkegels. Da Schlackenkegel normalerweise nach spätestens etwa fünf Millionen Jahren restlos erodiert sind, hat nur die basaltische Füllung zur Entstehung eines Berges, als Härtling, geführt. Der ursprüngliche, aus Schlacke bestehende Vulkankegel war vermutlich etwa ein Drittel höher als der jetzige Basaltberg. Möglicherweise wurde der Schlackenkegel erst im Pleistozän durch erneute Hebungsvorgänge endgültig abgetragen, darauf deuten Funde eiszeitlicher Gerölle im Umfeld hin.

## Geschichte

### Anfänge der Besiedlung

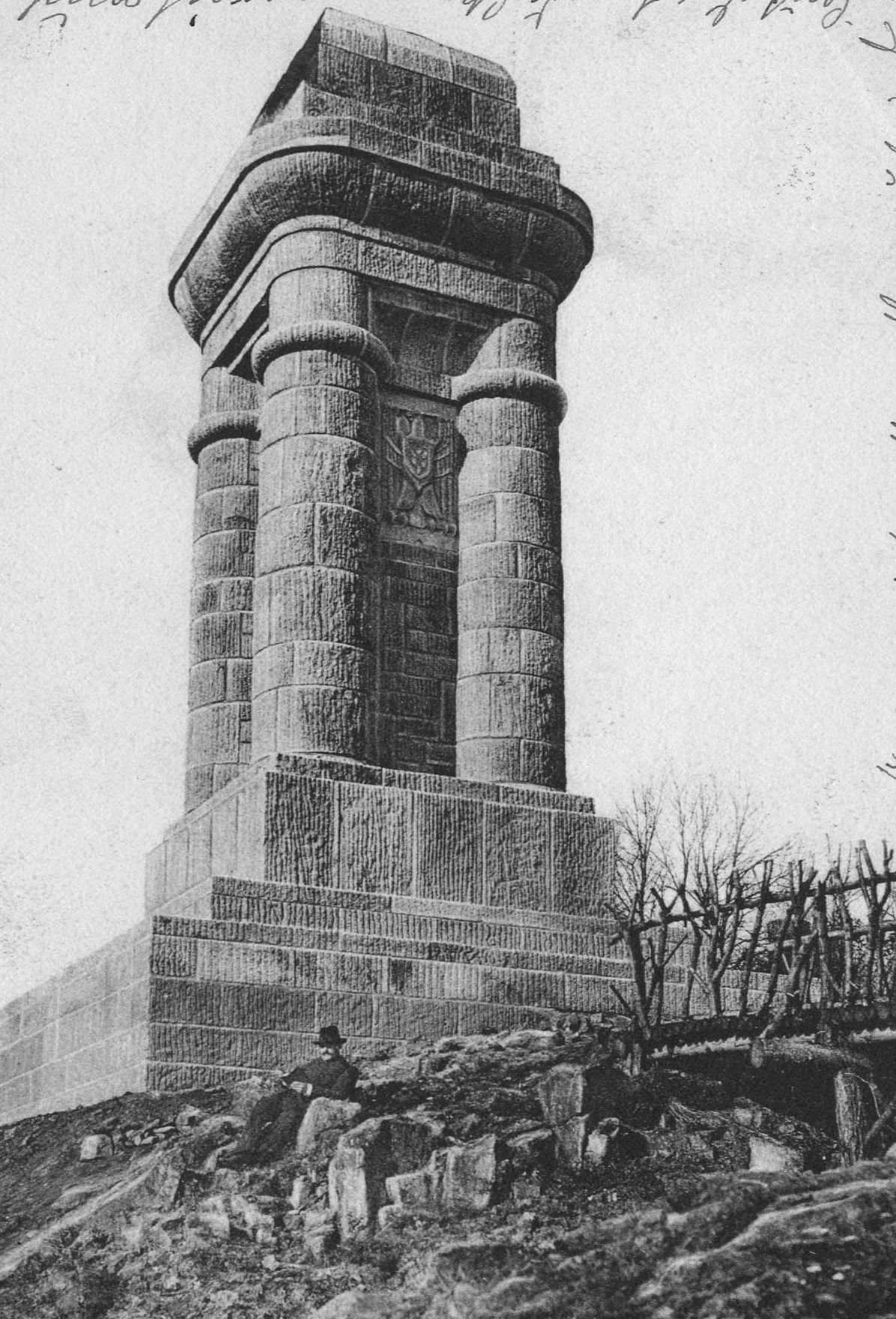
Bismarcksäule nach ihrer Einweihung

Die Besiedlung auf der Landeskrone lässt sich bis in die jüngere Bronzezeit zurückverfolgen, wie Funde der bronze- und früheisenzeitlichen Lausitzer Kultur im Bereich des 3.000 m² umfassenden so genannten oberen Burgwalls belegen. In slawischer Zeit, wohl um oder bald nach 900 wurde zusätzlich zu einer Befestigung zwischen den beiden Gipfeln des Berges noch eine weitere halbkreisförmige Wehranlage am Südhang des Berges errichtet. Diese sicherte eine Fläche von rund 10.000 m² und wurde durch Rudolf Virchow 1870 durch kleinere Ausgrabungen erstmals genauer erforscht. Die nachgewiesene steinerne Wehrmauer hat eine Stärke von immerhin bis zu 8 Meter. Weitere archäologische Untersuchungen im Jahr 1909, in den 1920er und 1930er Jahren sowie 1969/1970 brachten unter anderem diverse Keramikscherben, aber auch Spuren von Eisenverarbeitung und Pechsiederei zum Vorschein. Diese Funde berechtigen zu der Annahme, die Landeskrone sei Zentralort des lediglich in der Völkertafel des Bayerischen Geographen erwähnten Stammes der Besunzane gewesen. Noch weiter geht Jasper von Richthofen, der auf der Landeskrone gar eine frühstädtische Siedlung allerdings der Milzener vermutet, zu deren Gebiet durch eine Urkunde belegt zumindest die Gegend um die heutige Stadt Görlitz spätestens seit 1071 gehörte. Sofern man der Lokalisierung der Besunzane in der Gegend um Görlitz folgen will, ist dieser kleine Stamm vielleicht bald nach 900 in dem wohl sehr viel größeren Stamm der Milzener aufgegangen. Zumindest finden die Besunzane in späteren Schriftquellen keine Erwähnung mehr. Bisherige, sehr auf die Befestigung konzentrierte Grabungen auf der Landeskrone konnten allerdings bislang keine Spuren einer dichten Innenbebauung aufdecken, wie man sie bei einem solchen zentralen Ort der Milzener erwarten müsste. Die These des vielleicht städtischen Zentrums auf der Landeskrone wird jedoch untermauert durch die Erwähnung in der Chronik Thietmar von Merseburgs.
Bei Thietmar von Merseburg wird im Zusammenhang mit einem Heereszug, den König Heinrich II. im Sommer 1015 gegen Boleslaw I. Chrobry unternahm, auch die Eroberung einer großen urbs Businc durch böhmische Truppen erwähnt. Dabei seien allein 1.000 männliche Gefangene gemacht worden. Sofern die genannte Gefangenenzahl tatsächlich zutrifft, könnten bis zu 4000 Personen zum Zeitpunkt des Angriffs in der Burg gewesen sein. Mit einiger Sicherheit kann diese „magna urbs businc“ mit der Befestigungsanlage auf der Landeskrone identifiziert werden, da diese strategisch sehr bedeutend für den, gegen Schlesien gerichteten, Feldzug des Kaisers war. Auch der Name der unterhalb des Berges liegenden Orte Klein und Groß Biesnitz (um 1300 „Bisencz“), heute Ortsteile von Görlitz, und evtl. auf den Stamm der Besunzane verweisend, stützt diese These.
1268 taucht die Landeskrone als „castrum landischrone“ in einer Quelle auf. Sie verdankt diesen deutschen Namen wohl dem Rittergeschlecht „von Landskron“. Der Stammsitz dieser Reichsritter befand sich auf der Reichsburg Landskron an der Ahr, deren Burgberg der Form und Größe nach dem Görlitzer Hausberg ähnelt.
Im Hochmittelalter wurde auf der Landeskrone eine wichtige Burg angelegt. Sie gehörte längere Zeit den in Böhmen und den Lausitzen reich begüterten Herren von Bieberstein. Und sie wurde im böhmischen Verwaltungs- und Verteidigungssystem eingesetzt, um die Via Regia (Hohe Straße), die Handelsstraße, die im Mittelalter von Erfurt über Bautzen und Görlitz nach Breslau verlief, zu überwachen.
Als die Burg um 1440 in den Besitz der Stadt Görlitz gelangt war, wurde sie auf Geheiß des Rats geschleift. 1620 nutzte Johann Georg I. von Sachsen die Landeskrone als Beobachtungswarte. 1758 stationierte der österreichische General Esterhazy zwei Husarenregimenter auf dem Gipfel und 1866 besetzte die preußische Heeresführung den Berg im Zuge des Krieges gegen Österreich.

### Geistiger Wandel in Mitteleuropa
Ende des 18. bzw. Anfang des 19. Jahrhunderts veränderte sich der Anspruch, den Gipfel als Wohnort mehr und mehr zu gestalten. Man entdeckte den romantischen Reiz in der Zeit der Dichter und Denker. 1796 baute man den heute noch stehenden Aussichtsturm.
Am 18. Dezember 1901 wurde die auf dem Südgipfel der Landeskrone befindliche Bismarcksäule eingeweiht. Sie wurde durch die Initiative der Görlitzer Akademischen Jugend gebaut und ist in der Ausführung „Götterdämmerung“ des Architekten Wilhelm Kreis realisiert. Die Bismarcksäule auf der Görlitzer Landeskrone war bei ihrer Einweihung die erste in Schlesien. Die Säule wurde in den Jahren 1994/1995 saniert und ist heute ein beliebtes Ausflugsziel.

## Gegenwart
Heute befinden sich auf dem Berg ein Hotel mit Gaststätte, die jedoch Stand 8. Januar 2023 bis auf Weiteres geschlossen bleibt sowie ein Aussichtsturm. Der höhere zweite Turm diente jahrzehntelang als Fernsehumsetzer für die Stadt Görlitz und war nach der Abschaltung fast aller Kleinsender in Sachsen im Sommer 2007 einer der letzten Sendestandorte, die noch ein analoges Fernsehprogramm ausstrahlten. Seit November 2021 hat die Landeskrone einen Gipfelkasten samt Buch. Dieser befindet sich direkt neben dem Theodor-Körner-Denkmal.
Im März 2023 hat der Görlitzer Unternehmer Stefan Menzel das Grundstück auf der Landeskrone und mit der dazugehörigen Immobilie gekauft. Zusammen mit dem tschechischen Architekten Radek Ondruch plant Menzel einen Baumwipfelpfad sowie ein Bierhaus mit Bierspa und Biersauna. Die Projekte sollen in den Jahren 2025 und 2026 in Umsetzung kommen.